# Верхній Кугенер (Сернурський район)
Верхній Кугене́р (рос. Верхний Кугенер, марій. Кугэҥер) — присілок у складі Сернурського району Марій Ел, Росія. Адміністративний центр Верхньокугенерського сільського поселення.

## Населення
Населення — 376 осіб (2010; 346 у 2002).
Національний склад (станом на 2002 рік):
- марі — 99 %